# Meningi
Le meningi sono un sistema di membrane che, all'interno del cranio e del canale rachidiano, rivestono il sistema nervoso centrale, proteggendo l'encefalo ed il midollo spinale.
Sono quattro involucri connettivali membranosi, tre dei quali si presentano come lamine concentriche e rispettivamente, dall'esterno all'interno, portano i nomi di:
1. dura madre (o dura meninge o pachimeninge)
2. aracnoide
3. subaracnoide simil-linfatica (SLYM)
4. pia madre (o pia meninge).

Seguendo la loro derivazione embrionale, possono altresì venir appellate come; meninge dura (dura madre) e leptomeninge, il qual epiteto indica al contempo sia l'aracnoide, che la pia madre.
Entro la scatola cranica, solamente uno spazio virtuale detto spazio epidurale, si interpone tra la dura madre ed il tavolato interno, al quale tutte sono adiacenti.

## Struttura istologica
La dura madre consiste in un doppio strato di tessuto connettivo denso irregolare.
La dura madre è composta da due strati, il periostale e il meningeo.
Segue lo strato intermedio, l'aracnoide, che con i suoi filamenti rimane saldo all'ultimo strato, e la pia madre, a contatto indiretto (presenza di cellule gliali) col cervello.
L'aracnoide è anche divisa in due strati, il molecolare e il trabecolare.
L'aracnoide è costituita da epitelio pavimentoso semplice, mentre la pia madre da un connettivo più lasso costituito da fasci collagene ad andamento circolare.
L'aracnoide non è vascolarizzata al contrario della dura madre e soprattutto della pia madre.
L'aracnoide e la pia madre connesse da tralci connettivali possono essere anche considerate una entità unica detta leptomeninge.
L'aracnoide e la pia madre si formano dalle cellule neurali della cresta verso la quarta settimana di sviluppo embrionale, mentre la dura madre è formata da mesenchima di origine mesodermica.
La subaracnoide simil-linfatica (SLYM), sita tra la pia madre e l'aracnoide, è una membrana estremamente sottile, con una larghezza di poche cellule o, in alcuni punti, anche di una cellula sola, immunofenotipicamente distinta dagli altri strati meningei, contenente anche cellule immunitarie e quindi anche con funzione di protezione per l'encefalo, mesoteliale che divide lo spazio subaracnoideo in compartimenti funzionali, avvolgendo l'encefalo e mantenendo così il liquido cerebrospinale di nuova formazione e quindi pulito -circolante all’interno del cervello – separato dal fluido “sporco” contenente i prodotti di scarto delle cellule come le proteine beta-amiloide e tau, che sono implicate nella malattia di Alzheimer.

## Spazi inter-meningei e liquor
Lo spazio tra aracnoide e pia madre si chiama subaracnoide, e in esso è contenuto il liquido cerebrospinale o liquor, prodotto dai plessi corioidei situati nei ventricoli cerebrali. È percorso da trabecole fibrose che lo fissano alla pia madre. Dopo aver svolto il suo compito viene riassorbito dalle "granulazioni (o villi) aracnoidei di Pacchioni" che si trovano nei "seni venosi" cerebrali, in particolar modo nel "seno sagittale".
Il liquor o liquido cerebro-spinale bagna, isola, drena e nutre ogni parte del sistema nervoso centrale, creando sia l'ambiente ottimale per la riproduzione delle cellule della nevroglia e il funzionamento delle cellule nervose, sia un'ulteriore protezione dai traumi esterni, assorbendo e distribuendo le forze che vengono applicate su tutta la superficie dell'encefalo.

## Ruolo delle meningi
Il ruolo fondamentale delle meningi è di protezione meccanica del nevrasse (soprattutto la dura madre). L'aracnoide e la pia madre, interponendosi tra i vasi e il materiale nervoso, costituiscono la barriera meningea; quest'ultima impedisce a sostanze tossiche, metaboliti e farmaci di penetrare dal sangue all'ambiente perineuronale, inoltre nutre il tessuto cerebrale.
La leptomeninge funziona da emuntorio per le sue funzioni di controllo della produzione e del riassorbimento del liquor (che avviene a livello delle granulazioni aracnoidali, estroflessioni dello spazio subaracnoideo).